# Nguyễn Khánh
Nguyễn Khánh (Tra Vinh, 8 de novembro de 1927 – San José, 11 de janeiro de 2013) foi um general e presidente vietnamita. Khanh assumiu a presidência do Vietnã do Sul em novembro de 1963, após dar um golpe de estado em Duong Van Minh, e foi deposto em fevereiro de 1965, sendo exilado para os Estados Unidos.